# Raiamas senegalensis
Raiamas senegalensis är en fiskart som först beskrevs av Steindachner, 1870.  Raiamas senegalensis ingår i släktet Raiamas och familjen karpfiskar. IUCN kategoriserar arten globalt som livskraftig. Inga underarter finns listade i Catalogue of Life.